# Cryphocricos
Cryphocricos is een geslacht van wantsen uit de familie van de Naucoridae (Zwemwantsen). Het geslacht werd voor het eerst wetenschappelijk beschreven door Signoret in 1850.

## Soorten
Het genus bevat de volgende soorten:

- Cryphocricos barozzii Signoret, 1850
- Cryphocricos breddini Montandon, 1911
- Cryphocricos daguerrei De Carlo, 1931
- Cryphocricos fittkaui De Carlo, 1967
- Cryphocricos granulosus De Carlo, 1967
- Cryphocricos hungerfordi Usinger, 1947
- Cryphocricos latus Usinger, 1947
- Cryphocricos mexicanus Usinger, 1947
- Cryphocricos montei De Carlo, 1951
- Cryphocricos obscuratus Usinger, 1947
- Cryphocricos peruvianus De Carlo, 1940
- Cryphocricos rufus De Carlo, 1940
- Cryphocricos schubarti De Carlo, 1968
- Cryphocricos vianai De Carlo, 1951